# Универсални десантни кораби проект 11780
Проект 11780 е нереализиран проект за съветски универсален десантен кораб. Разработва се от Невското ПКБ в течение на 80-те години като намален аналог на американските УДК „Тарава“, заради което получава неофициалното прозвище „Иван Тарава“.

## История на проекта
БДК от проекта 1174 имат много недостатъци, за това по указание на Главнокомандващия на ВМФ на СССР Адмирала на Флота на Съветския съюз С. Г. Горшков започва разработката на пълноценен универсален десантен кораб, разработката на който се води на протежение на 80-те години. Облика и предназначението на кораба се променят в процеса на разработката. Първоначалното предназначение на кораба са само десантните операции. УДК трябва да има непрекъсната палуба, което да позволява да се използват както вертолети, така и самолети с вертикално излитане и кацане Як-38. Генщаба предлага да се превърнат корабите от проекта 11780 в универсални авионосещи кораби, поставяйки им носов трамплин и осигурявайки базиране и на други типове самолети.
Предполага се построяването на два кораба – „Херсон“ и „Кременчуг“. Кораби със стандартна водоизместимост от 25 000 тона може да се строят само в Черноморския КСЗ, за това започва „борба за стапела“. По същото време на стапелите на ЧСЗ трябва да започне и построяването на самолетоносачите от проекта 1143.5. Генералният щаб, придавайки голямо значение на построяването на УДК, предлага те да се строят вместо самолетоносачите.
На това вече се противопоставя вече Главкома на ВМФ. Разбирайки, че строителството на УДК, поради липса на необходимите корабостроителни мощности, по-скоро ще доведе до отказ от строителството на самолетоносачите от проекта 1143.5, използва хитрост. По указание на Главкома, на носа, направо на полетната палуба, е разположена АУ АК-130, а НИИ на ВМФ получава заданието „научно“ да обоснове наличието на такова въоръжение и неговото месторазположение. В резултат Генщаба „охлажда“ към проекта, а строителството му е отложено.
По искане на Министъра на отбраната на СССР маршала на Съветския съюз Д. Ф. Устинов в задачите на проекта 11780 са добавени в мирно време и следене на подводните лодки на противника в океанската зона. В крайна сметка всички тези изменения водят до това, че корабите от проекта 11780 така и не са заложени.
В противолодъчния си вариант кораба трябва да носи 25 вертолета Ка-27. В десантния вариант – 12 транспортно-бойни вертолета Ка-29. В доковата камера – 4 десантни катера от проекта 1176 или 2 десантни катера на въздушна възглавница от проекта 1206.